# Spigelia hatschbachii
Spigelia hatschbachii är en tvåhjärtbladig växtart som beskrevs av Francisco Javier Fernández Casas. Spigelia hatschbachii ingår i släktet Spigelia och familjen Loganiaceae. Inga underarter finns listade i Catalogue of Life.